# Messaoud Chiguer
Messaoud Chiguer, né en 1905 à Sidi Kacem[réf. nécessaire] et mort en 1969, est un résistant et homme politique marocain.

## Biographie
En 1955, il est directeur du Cabinet Royal avant d'être Ministre de l'Intérieur du Maroc le 12 mai 1958 dans le Gouvernement Ahmed Balafrej. Il est désigné président du bureau du Premier ministre auprès du Grand Vizir de 1947 à 1950. Il est nommé vice-directeur du Cabinet Royal en 1950 puis membre du Cabinet après le retour de Feu Mohammed V. En 1960, il est nommé secrétaire du Conseil constitutionnel. Il est en outre chef du cabinet comptable et membre consultatif à la Cour suprême. Il est aussi l'un des signataires du Manifeste de l'indépendance.